# Tama-ku
Tama-ku (多摩区?) è uno dei sette quartieri amministrativi della città di Kawasaki, in Giappone.